# Jenna Dewan
Jenna Lee Dewan (Hartford, 3 dicembre 1980) è un'attrice e ballerina statunitense.

## Biografia
Jenna è figlia di Daryll Dewan (libanese/polacco) e Nancy Lee Bursch Smith, che divorziarono quando Jenna era ancora una bambina. Sua madre si risposò con Claude Brooks Smith. Jenna frequenta la University of Southern California ed è membro dei Pi Beta Phi. Nel 1999 Jenna si è diplomata alla Grapevine High School a Grapevine nel Texas. Prima di diventare attrice, Jenna è attiva come ballerina e modella, lavorando con famosi artisti come Justin Timberlake, 'N Sync, Sean Combs, Ricky Martin, Billy Crawford, e Janet Jackson, sia nelle performance live che nei video musicali.

### Carriera
Ottiene il suo primo ruolo da attrice protagonista nel 2005 nel film horror Tamara - Toccata dal fuoco. In seguito, Jenna è apparsa in altri film come Waterborne (2005), Ti va di ballare?, Step Up e The Grudge 2 (tutti realizzati nel 2006). Ha completato Love Lies Bleeding - Soldi sporchi con Christian Slater in Nuovo Messico, uscito nelle sale americane nel 2008.
Nel 2008 iniziano le riprese di altri tre film: Shine On, 6 mogli e un papà e Cheerleader Scandal, che la vedono parte del cast. Nel 2010 è apparsa nel video musicale di Christina Aguilera Not Myself Tonight. Nel 2012 viene scelta nel cast della seconda stagione della famosa serie televisiva American Horror Story: Asylum, di Ryan Murphy.
A partire dal 2015 prende parte alla serie televisiva Supergirl, interpretando il ruolo di Lucy Lane. Nel 2021 entra a far parte del cast di "The Rookie" nell'episodio 14 
della terza stagione nel ruolo di "Bailey Nune".

### Vita privata
L'11 luglio 2009 si è sposata con l'attore Channing Tatum in una cerimonia a Malibù; la coppia ha avuto una figlia. Il 3 aprile 2018 i due hanno annunciato la loro separazione.
Nell'ottobre del 2018, la Dewan inizia una relazione con l'attore Steve Kazee. Nel febbraio 2020, la Dewan e Kazee annunciano il loro matrimonio; la coppia ha due figli.

## Filmografia

### Cinema
- Hot Chick - Una bionda esplosiva (The Hot Chick), regia di Tom Brady (2002)
- Waterborne, regia di Ben Rekhi (2005)
- Tamara - Toccata dal fuoco (Tamara), regia di Jeremy Haft (2005)
- Ti va di ballare? (Take the Lead), regia di Liz Friedlander (2006)
- Step Up, regia di Anne Fletcher (2006)
- The Grudge 2, regia di Takashi Shimizu (2006)
- Love Lies Bleeding - Soldi sporchi (Love Lies Bleeding), regia di Keith Samples (2008)
- Falling Awake (anche noto come Shine On), regia di Agustín (2009)
- 6 mogli e un papà (The Six Wives of Henry Lefay), regia di Howard Michael Gould (2009)
- La strategia di Adam (The Jerk Theory), regia di Scott S. Anderson (2009)
- American Virgin, regia di Clare Kilner (2009)
- The Legend of Hell's Gate: An American Conspiracy, regia di Tanner Beard (2011)
- Balls to the Wall, regia di Penelope Spheeris (2011)
- 10 Years, regia di Jamie Linden (2011)
- Setup, regia di Mike Gunther (2011)
- Slightly Single in L.A., regia di Christie Will (2013)
- The Wedding Year, regia di Robert Luketic (2019)

### Televisione
- Febbre d'amore (The Young and the Restless) – serie TV, 2 episodi (2004)
- Quintuplets – serie TV, episodio 2x03 (2004)
- Joey – serie TV, episodio 1x23 (2005)
- Dark Shadows (Dark Shadows), regia di P. J. Hogan – film TV (2005)
- Cheerleader Scandal (Fab Five: The Texas Cheerleader Scandal), regia di Tom McLoughlin – film TV (2008)
- Assorted Nightmares: Janitor – serie TV, episodio 1x01 (2008)
- Melrose Place – serie TV, episodi 1x07-1x08 (2009)
- The Playboy Club – serie TV, 5 episodi (2011)
- The Mindy Project – serie TV, episodio 2x17 (2012)
- American Horror Story – serie TV, 6 episodi (2012-2013)
- She Made Them Do It, regia di Grant Harvey – film TV (2013)
- Le streghe dell'East End (Witches of East End) – serie TV, 23 episodi (2013-2014)
- Supergirl – serie TV, 13 episodi (2015-2016)
- Papà a tempo pieno (Man with a Plan) – serie TV, episodi 1x16-2x13 (2017)
- The Resident – serie TV, 7 episodi (2018)
- Soundtrack – serie TV, 10 episodi (2019)
- The Rookie – serie TV (2021-in corso)
- Superman & Lois – serie TV (2022-2024)

## Doppiatrici italiane
Nelle versioni in italiano delle opere in cui ha recitato, Jenna Dewan è stata doppiata da:
- Federica De Bortoli in Step Up, Setup, Le streghe dell'East End
- Domitilla D'Amico in American Horror Story, Papà a tempo pieno
- Francesca Manicone in Supergirl, Superman & Lois
- Monica Ward in Tamara - Toccata dal fuoco
- Tatiana Dessi in 6 mogli e un papà
- Sabine Cerullo ne La strategia di Adam
- Lorella De Luca in Cheerleader Scandal
- Benedetta Degli Innocenti in 10 Years
- Benedetta Ponticelli in The Resident
- Connie Bismuto in Melrose Place
- Angela Brusa in Soundtrack
- Chiara Francese in The Rookie
- Eleonora Reti in The Grudge 2